# 張活游
張活游（英語：Cheung Wood Yau，1910年2月23日—1985年12月10日），1950至60年代香港粵語片著名演員，出生於廣州，祖籍廣東梅縣。原名張乾裕。長子為導演、編劇及演員楚原，長媳婦為粵劇及影視演員南紅。

## 生平
廣州八和會館粵劇人才養成所第二期畢業生， 1936年參加粵劇團擔任小生、小武角色。1939年在香港從影，第一部影片為《大破銅網陣》（1939）。1949至1952年是他事業的高峰期，每年演出20多部影片，包括紅極一時的《蕭月白》上、下集（1949）。1952年，與吳楚帆、白燕等一群以提高粵語片水平為己任的電影人，合組中聯電影企業有限公司，拍下大量粵語片經典如《家》（1953年）、《春》（1953年）、《秋》（1954年），又與白燕和吳回自組山聯影業公司，攝製《芸娘》、《可憐天下父母心》等電影。
1976年，張活游加入無綫電視，1980年因患上心臟病而淡出拍攝電視劇。1985年12月10日上午於香港住所睡夢中心臟病發逝世，12月15日於世界殯儀館以佛教儀式出殯，隨即奉柩柴灣哥連臣角火葬場火化。
其長子為導演及演員楚原（張寶堅）。
張活游在廣州西關置有兩處物業，其一位於恩寧路十六甫西二巷，張移民香港後，該棟兩層高小洋樓由女婿葉兆柏居住代管。屋內現今依然保留張活游喬遷時的整套昆甸木家具、進口鱗皮玻璃、柚木地板，還有當年劇照、戲籠、戲服衣架。2013年，該洋樓被掛上「荔灣區登記文物保護單位」牌子。

## 電影製作
監製
- 相逢未晚（1949年）

策劃
- 春殘花末落（1965年）
- 黑玫瑰與黑玫瑰（1966年）

## 演出作品

### 電影
| - 大破銅網陣（1939年） - 三戲白菊花（1939年） - 大鬧三門街（1939年） - 姑嫂墳（1939年） - 桂枝告狀（1939年） - 三審玉堂春（1939年） - 番頭婆起牌坊（1940年） - 添丁發財（1940年） - 廣州順母橋（1940年） - 白旋風（1940年） - 樊梨花移山倒海（1940年） - 再生緣（1941年） - 羅通掃北（1941年） - 春閨三鳳（1941年） - 亂世佳人（1941年） - 閨怨（1941年） - 多情燕子歸（1941年） - 古屋情魔（1941年） - 紅荳曲（1941年） - 蓬門碧玉（1942年） - 弦斷曲終（1943年） - 人海飄零（1943年） - 生死鴛鴦（1943年） - 幽歡如夢（1944年） - 閃電姑娘（1946年） - 斷腸零雁（1947年） - 情天血淚（1947年） - 恨鎖瓊樓（1947年） - 含笑飲砒霜（1947年） - 火樹銀花（1947年） - 梁山伯、祝英台（上集）（1948年） - 梁山伯、祝英台（下集）（1948年） - 冷月照郎歸（1948年） - 打破玉籠飛彩鳳（1948年） - 夫榮妻未貴（1948年） - 天下婦人心（1948年） - 妖女復仇（1948年） - 神秘婦人心（1948年） - 蕩婦魂歸（1948年） - 風流女賊（1948年） - 曲終魂斷（1948年） - 妙想天開（1948年） - 情淚種情花（1948年） - 十二美人樓（1948年） - 拗碎靈芝（1949年） - 小青吊影（1949年） - 蕭月白（上集）（1949年） - 蕭月白（下集）（1949年） - 金葉菊（1949年） - 卓文君夜訪相如（1949年） - 辣手碎情花（1949年） - 生死纏綿（1949年） - 三娘汲水（1949年） - 一生兒女債（1949年） - .血染斷腸碑（1949年） - 淒涼姊妹花（1949年） - 相逢未晚（1949年） - 孽海痴魂（上集）（1949年） - 相依為命（1949年） - 孽海痴魂（下集）（1949年） - 長使蛾眉淚滿襟（1949年） | - 差利沖破天仙陣（1949年） - 啞老婆（1949年） - 夜祭雷峰塔（1949年） - 原來我負卿（1949年） - 朝陽影業公司（1950年） - 夜半鐘聲（1950年） - 殘歌淚影（1950年） - 腸斷十八年（1950年） - 扭紋柴（1950年） - 花王之女（1950年） - 大獨裁者（1950年） - 月下琴挑淑婦魂（1950年） - 凌霄孤雁（1950年） - 鬼屋（1950年） - 風火送慈雲（1950年） - 梟巢丹鳳（1950年） - 緣盡今生（1950年） - 梁冷艷（上集）（1950年） - 梁冷艷（下集）（1950年） - 蕩婦殺妾慘案（1950年） - 金玉奴棒打薄情郎（1950年） - 新茶花女（1950年） - 梵宮情淚（1950年） - 暴雨寒梅（1950年） - 孤鳳啼痕（1950年） - 綺羅春夢（1950年） - 衣錦榮歸（1950年） - 家和萬事興（1950年） - 明珠淚痕（1951年） - 紙醉金迷（1951年） - 嫁錯金龜婿（1951年） - 無限恩情無限恨（1951年） - 唔嫁（1951年） - 茶花淚（1951年） - 紅樓新夢（1951年） - 誰憐後母心（1951年） - 春殘燕未歸（1951年） - 彩鳳戲金龍（1951年） - 天堂綺夢（1951年） - 孽債（1951年） - 十二金釵戲玉郎（1951年） - 從此蕭郎陌路人（1951年） - 冷桃源（1951年） - 紅白杜鵑花（1951年） - 紅白金龍（上集）（1951年） - 紅白金龍（下集）（1951年） - 紅粉飄零（1951年） - 憐我憐卿（1951年） - 錦繡年華（上集）（1951年） - 恩重情深（1951年） - 錦繡年華（下集）（1951年） - 暴雨情花（1951年） - 賣錯相思表錯情（1951年） - 歌院香魂（1951年） - 千金小姐丫鬟賣（1951年） - 飄零燕（1951年） - 新胡不歸（1951年） - 情天孤雁（1951年） - 凌貴興三打梁天來（上集）（1951年） - 艷魔（1951年） - 凌貴興三打梁天來（下集）（1951年） | - 花開燕子歸（1952年） - 難為了爸爸（1952年） - 啼笑姻緣（上集）（1952年） - 燭影照魂歸（1952年） - 龍鳳花燭（1952年） - 啼笑姻緣（下集）（1952年） - 良宵花弄月（1952年） - 為情顛倒（1952年） - 如意吉祥（1952年） - 海棠花濺淚（1952年） - 拜錯石榴裙（1952年） - 兒女情長（1952年） - 連環相思（1952年） - 黃金美人（1952年） - 貧賤夫妻百事哀（1952年） - 紅運媽姐（1952年） - 綠窗紅淚（1952年） - 紅白牡丹花（1952年） - 新海角紅樓（1952年） - 戲迷情人（1952年） - 月夜痴魂（1952年） - 唔嫁又嫁（1952年） - 萬花錦繡（1952年） - 冷月伴郎歸（1952年） - 我結婚十年（1952年） - 艷福齊天（1952年） - 芬芳艷史（1953年） - 捷足先得（1953年） - 家（1953年） - 雙雄鬥智（1953年） - 落霞孤鶩（1953年） - 新婚記（1953年） - 一家親（1953年） - 玉碎花殘（1953年） - 往事知多少（1953年） - 粉蝶鬧香城（1953年） - 秋雨殘花（1953年） - 春（1953年） - 義犬報恩（1953年） - 父慈子孝（1954年） - 杜鵑魂（1954年） - 馬來亞之戀（1954年） - 秋（1954年） - 山水有相逄（1954年） - 人隔萬重山（1954年） - 萍姬（1954年） - 漢武帝夢會衛夫人（1954年） - 大雷雨（1954年） - 午夜情殺案（1954年） - 母親（1954年） - 豪華世家（1954年） - 愛（上集）（1955年） - 愛（續集）（1955年） - 故苑又逢春（1955年） - 兩地相思（1955年） - 魂斷望夫山（1955年） - 下一代（1955年） - 情癡（1955年） - 兩重心（1955年） - 長生塔（1955年） | - 兒女債（1955年） - 孤星血淚 (電影) - 梅娘（1956年） - 艷屍還魂記（1956年） - 春風帶得歸來燕（1956年） - 碧血恩仇萬古情（1956年） - 朱門怨（1956年） - 慈母頌（1956年） - 天之驕女（1956年） - 還君明珠雙淚垂（1957年） - 七彩梁天來（1957年） - 寶蓮燈（續集）（1957年） - 合珠記（1957年） - 關公守華容劉備過江招親（1957年） - 薛仁貴三戲柳金花（1957年） - 荔枝記（1957年） - 水滸傳：智取生辰綱（1957年） - 天后娘娘（1957年） - 狐仙奇緣（1957年） - 軟皮蛇三鬥老虎乸（1957年） - 信陵君竊符救趙（1957年） - 一樓風雪夜歸人（1957年） - 包公三審血掌印（1957年） - 妙善公主（1957年） - 婚變（1958年） - 寶蓮燈（三集）（1958年） - 苦女江海燕（上集）（1958年） - 荊釵記（1958年） - 花債狀元還（1958年） - 紫薇園的秋天（1958年） - 柳毅傳書（1958年） - 借新娘（1958年） - 錢（1959年） - 七劍下天山（1959年） - 人倫（1959年） - 神童擒兇記（1960年） - 晚娘（1960年） - 人（1960年） - 恩情（上集）（1960年） - 恩情（下集大結局）（1960年） - 銀紙萬歲（1961年） - 可憐天下父母心（1961年） - 少小離家老大回（上集）（1961年） - 少小離家老大回（大結局）（1961年） - 蘇小小（1962年） - 孽海遺恨（上集）（1962年） - 孽海遺恨（大結局）（1962年） - 吸血婦（1962年） - 湖山盟（1962年） - 海（1963年） - 血紙人（1964年） - 高處不勝寒（1964年） - 柳葉刀（1964年） - 瘋婦（1964年） - 原來我負卿（1965年） - 難為了家嫂（1965年） - 難為了嬌妻（1966年） - 殘花淚（1966年） - 黑玫瑰之三之紅花俠盜（1967年） - 船 （1967年） - 秋雨春心（1969年） |

### 電視劇
- 啼笑因緣（1974年）飾 何廉
- 書劍恩仇錄（1976年）飾 于萬亭
- 家變（1977年）飾 霍棟財
- 倚天屠龍記（1978年）飾 宋遠橋
- 青春熱潮（1978年）
- 女人三十（1979年）
- 誓不兩立（1980年）
- 親情（1980年）飾 容懷邦
- 山水有相逢（1980年）飾 天山影業公司朱老闆
- 執到寶（1980年）
- 無雙譜（1981年）飾 佘賢
- 他的一生（1981年）
- 火鳳凰（1981年）飾 蒲翔千
- 情謎（1981年）飾 羅伯鴻
- 香港八一至香港八六系列（1982年）飾 報館編輯

## 資料來源
1. 1 2 3 4  . 大公報第十二版. 1985-12-11. （繁體中文）
2. ↑  . 大公報第十七版. 1985年12月16日. （繁體中文）